# Valentina Margaglio
Valentina Margaglio (Casale Monferrato, 15 november 1993) is een Italiaans skeletonster.

## Carrière
Margaglio maakte haar wereldbekerdebuut in het seizoen 2018/19 waar ze 17e werd in het seizoen 2019/20 werd ze opnieuw 17e.
Ze werd op het wereldkampioenschap in 2017 28e. In 2019 werd ze 23e en in 2020 werd ze 17e maar wist ze ook een bronzen medaille te winnen in het nieuwe onderdeel gemengd team.
In 2022 nam ze deel aan de Olympische Winterspelen waar ze een 12e plaats behaalde na vier runs.

## Resultaten

### Olympische Spelen
| Jaar | Plaats | Resultaat |
| ---- | ------ | --------- |
| 2022 | Peking | 12e       |

### Wereldkampioenschappen
| Jaar | Plaats       | Resultaat                       |
| ---- | ------------ | ------------------------------- |
| 2017 | Königssee    | 28e Individueel                 |
| 2019 | Whistler     | 23e Individueel                 |
| 2020 | Altenberg    | 17e Individueel · Gemengd team  |
| 2021 | Altenberg    | 12e Individueel 8e Gemengd team |
| 2023 | Sankt Moritz | 14e Individueel 4e Gemengd team |

### Wereldbeker
Eindklasseringen
| Seizoen   | Rang |
| --------- | ---- |
| 2018/2019 | 19e  |
| 2019/2020 | 19e  |
| 2020/2021 | 8e   |
| 2021/2022 | 6e   |
| 2022/2023 | 17e  |